# Jodi Ann Paterson
Jodi Ann Paterson (nacida el 31 de julio de 1975 en Balikpapan, Indonesia) es una modelo, actriz y reina de belleza estadounidense, que fue playmate de agosto de 1999 de la revista playboy y posteriormente fue elegida por los lectores como Playmate de Año 2000.

## Biografía
Jodi nació en Balikpapan, Indonesia, de padre estadounidense y madre indonesia. Se mudó a Estados Unidos con sus padres durante su infancia. Paterson, asistió a la Thurston High School, ganó el título Miss Oregon Teen USA 1994 y compitió en el concurso Miss Teen USA. Después de la escuela secundaria asistió a la Oregon State University (OSU), graduándose en 1997. Apareció tanto en su edición de octubre de Playboy 1999 como en la edición de video de Playmate del Año, la cual resultó ganadora. Además es la primera Playmate del año en tener un título universitario.
La banda Zebrahead escribió una canción llamada «Playmate of the Year», en la que Paterson hace una aparición en su video musical. Además de su carrera como modelo, también es famosa por su aparición en la película del año 2000, Dude, Where's My Car?.
Paterson se casó con el piloto de carreras Michael Andretti el 7 de octubre de 2006 en Napa, California.